# Fréquentatif
Le fréquentatif est un aspect lexical ou aktionsart des verbes. C'est un phénomène qui consiste en la dérivation d'un verbe « simple » : le nouveau verbe prend dès lors le sens du verbe simple ajouté d'une notion de fréquence, de répétition.
Le phénomène est particulièrement explicite en latin. La formation morphologique des fréquentatifs s'y traduit par : un plus ou moins fort changement du radical ; un infixe -t- ; une désinence en -are (quelle que soit la classe de conjugaison du verbe de base).
verbe simple : canere (« chanter, déclamer un poème »)
fréquentatif : cantare (« chanter souvent » d'où « fredonner »)
L'emploi d'un fréquentatif au lieu du verbe simple sert généralement à apporter une certaine nuance au sens du verbe et est souvent difficile à rendre en traduction.
On trouve parfois un double fréquentatif, qui prend le plus souvent un sens péjoratif :
verbe simple : agere (« faire, agir »)
fréquentatif : actare (« faire (en général), agir (d'habitude…) »)
fréq. 2 : actitare (« s'agiter, ne pas tenir en place, se débattre (en vain)… »).
La dérivation des fréquentatifs s'observe aussi en français, quoique moins couramment, et s'accompagne fréquemment d'un sens diminutif.
taper → tapoter
tâter → tâtonner
tirer → tirailler
cligner → clignoter